# أوتيلو سارايفا دي كارفالو
أوتيلو سارايفا دي كارفالو (31 أغسطس 1936 - 25 يوليو 2021) كان ضابطًا ثوريًا برتغالي. كان كبير الاستراتيجيين لثورة القرنفل عام 1974 في لشبونة. بعد الثورة، تولى أوتيلو أدوارًا قيادية في الحكومات البرتغالية المؤقتة الأولى، جنبًا إلى جنب مع فاسكو غونسالفيس وفرانسيسكو دا كوستا غوميز، وقائد لقوة الدفاع العسكري كوبكون. في عام 1976، خاض أوتيلو أول انتخابات رئاسية برتغالية، حيث احتل المركز الثاني بفضل الدعم الذي تلقاه من أقصى اليسار. في الثمانينيات، حُكم على أوتيلو لكونه عضوًا قياديًا في الجماعة الإرهابية (قوى 25 أبريل الشعبية، Forças Populares 25 de Abril)، والتي قتلت 17 شخصًا في عدة هجمات. عُفيا في التسعينيات.